# Dawid Bas
Dawid Bas (ur. 19 lipca 1997 w Świętochłowicach) – polski speedrowerzysta.

## Życie prywatne
Syn Mirosława Basa i bratanek Krzysztofa Basa, którzy uprawiali sport żużlowy.

## Kariera sportowa
Jest trzykrotnym mistrzem świata – drużynowo z reprezentacją juniorską (2015) oraz drużynowo i w parach z reprezentacją Open (2019). Indywidualnie z kolei sięgnął po brązowy medal. Na swoim koncie ma również m.in. drużynowe mistrzostwo Polski (2018, 2020) czy drużynowe mistrzostwo Europy (2018).
W sezonie 2020 pełnił również funkcję szkoleniowca swojej drużyny, gdzie na stanowisku trenera zastąpił swojego wuja Krzysztofa. Tworzył duet szkoleniowy z ojcem Mirosławem. W sezonie 2021 ze Śląskiem Świętochłowice zdobył srebrny medal DMP i po zakończeniu rozgrywek postanowił po raz pierwszy w karierze zmienić otoczenie. Związał się kontraktem z Szarżą Wrocław. Na sezon 2023 z kolei związał się z TSŻ-em Toruń.

## Stary w lidze
Liga polska
- MS Śląsk Świętochłowice (2010–2021)
- Harpagan Zielona Góra
- Szarża Wrocław (2022)
- TSŻ Toruń (2023–)

Liga angielska
- Poole Comets (2016–)

## Osiągnięcia
Indywidualne mistrzostwa świata
- 2019 – III miejsce

Drużynowe mistrzostwa świata
- 2019 – I miejsce
- 2017 – II miejsce

Mistrzostwa świata par
- 2019 – I miejsce

Indywidualne mistrzostwa Europy
- 2016 – II miejsce

Drużynowe mistrzostwa Europy
- 2018 – I miejsce
- 2016 – I miejsce

Indywidualne mistrzostwa Polski
- 2020 – V miejsce
- 2018 – II miejsce

Drużynowe mistrzostwa Polski
- 2021 - II miejsce
- 2020 – I miejsce
- 2019 – II miejsce
- 2018 – I miejsce
- 2016 – III miejsce
- 2012 – III miejsce

Mistrzostwa Polski par klubowych
- 2020 – I miejsce
- 2018 – II miejsce
- 2016 – II miejsce

Drużynowe mistrzostwa Wielkiej Brytanii
- 2018 – I miejsce

ICSF Federation Cup
- 2019 – I miejsce
- 2017 – I miejsce